# Byttneria osaensis
Byttneria osaensis là một loài thực vật có hoa trong họ Cẩm quỳ. Loài này được Cristóbal mô tả khoa học đầu tiên năm 2004.